# Вальзер, Карл
Карл Вальзер (нем. Karl Walser; 8 апреля 1877[…], Биль, Берн — 28 сентября 1943[…], Берн) — швейцарский художник, декоратор, дизайнер, сценограф

, рисовальщик, гравёр и иллюстратор

, участник выставок берлинского Сецессиона, член Прусской академии художеств.

## Биография
Карл Вальзер родился 8 апреля 1877 года в швейцарском городке Биль на берегу живописного озера. У него было семь братьев и сестёр, один из которых — Роберт (1878—1956) — стал известным писателем. Отец Адольф Вальзер (1833—1914) содержал переплетную мастерскую и лавку писчебумажных принадлежностей. Мать — Элизабет (Элиза) Вальзер (1839—1894). Вырос в родном двуязычном городке, расположенном на границе немецкого и французского языков и здесь же получил начальное образование и начал обучение на архитектурного чертежника.
С 1894 по 1896 год он учился на художника-декоратора у Августа Кеммерера в Штутгарте и посещал там художественную школу. Стипендия позволила Вальзеру продолжить обучение в Школе прикладных искусств в Страсбурге. В 1898 году он познакомился с другим начинающим художником Маркусом Бемером (1879—1958), оба обожали произведения Обри Бёрдслея, подружились и пронесли эту дружбу через всю жизнь. В том же году Вальзер три месяца работал в Мюнхене у художника-декоратора Адольфа Лентнера (нем. Adolf Lentner).
Затем он решил продолжить независимую карьеру художника в столице и учился в Берлине в школе Пауля Пешке от которого перенял свободную живописную манеру, от которой позднее отказался, усвоив формальные приемы Теодора Томаса Гейне и Константина Сомова.

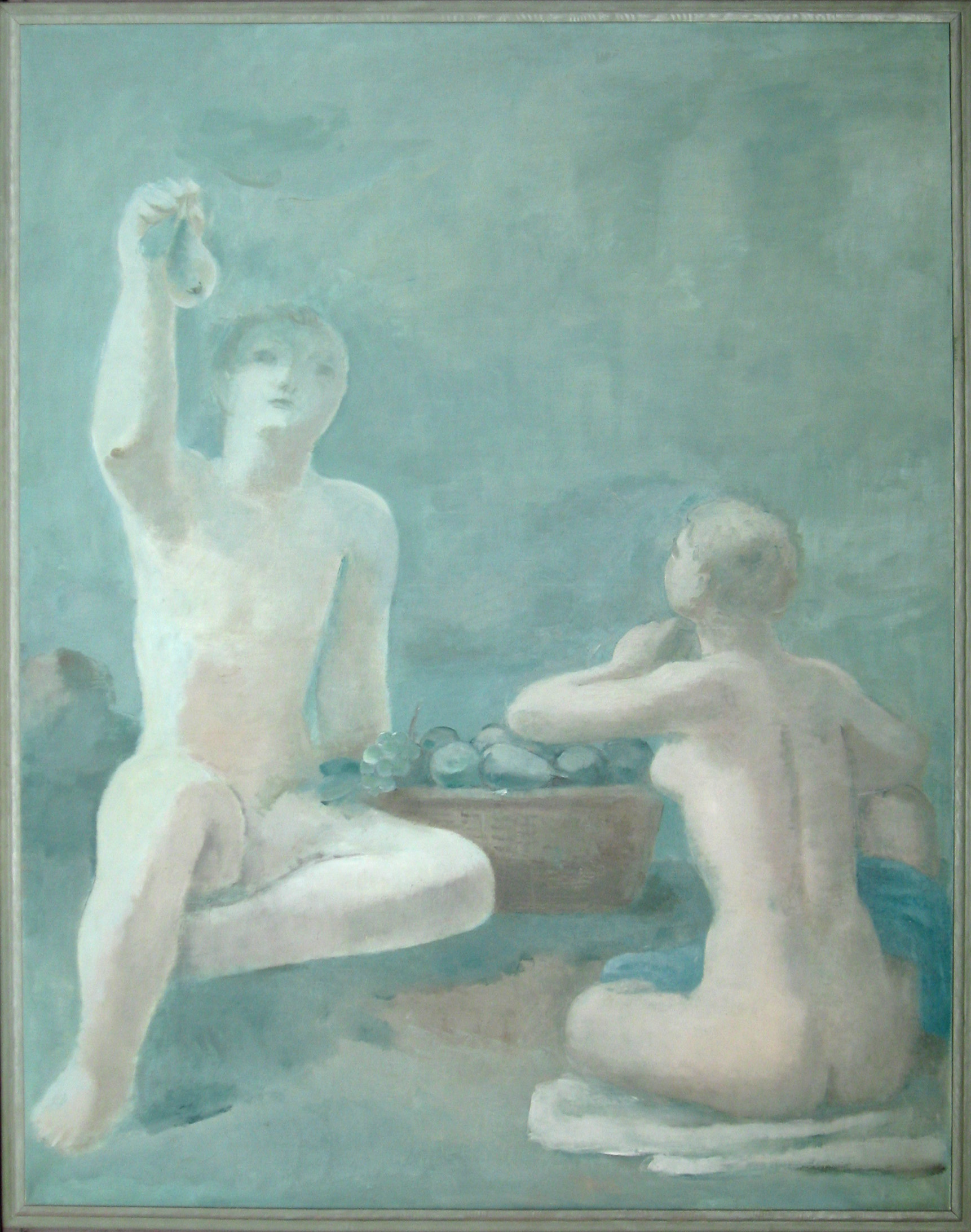
Карл Вальзер
«Пастушеская пара»

С 1901 года Карл Вальзер работал сценографом и книжным дизайнером в издательстве Бруно Кассирера, который был также владельцем художественной галереи. В Берлине он стал членом Сецессиона и подружился с его лидером Максом Либерманом. В 1902 году представив публике и критикам картину «Саломеи» на выставке «Искусство рисования» (нем. «Zeichnende Künste») Вальзер начал свой путь к всеобщему признанию.
С 1903 года работал также и сценографом в Театре на Шиффбауэрдамме вместе с Максом Рейнхардтом и начал иллюстрировать книги своего брата Роберта. В то время два брата жили вместе в квартире-студии в берлинском районе Шарлоттенбург. Помимо декораций он также рисовал эскизы костюмов для опер.
В 1908 году он прервал эту работу совместной поездкой вместе с писателем Бернхардом Келлерманом в Японию, которую они предприняли по поручению издателя Пауля Кассирера. Результатом поездки стали книги «Прогулка по Японии» (1910) и «Сасса йо Ясса и японские танцы» (1911), которые оформил и проиллюстрировал Вальзер.
В 1910 году Вальзер женился на Хедвиге Агнес Чарнецки (1885–1987) из Западной Пруссии.
С 1917 году он вернулся в родную в Швейцарию, но уже в 1921 году снова вернулся в немецкую столицу, где вскоре стал членом правления Сецессиона и членом Ассоциации немецких художников. В 1927 году К. Вальзер был принял в члены Прусской академии художеств.
Широкую известность Вальзер получил своими рисунками и картинами, изображающими галантные сцены во вкусе рококо. Он является своеобразным интерпретатором бидермейеровского стиля, который развит им в сторону сатиры.
Во время Второй мировой войны Карл Вальзер находился в Швейцарии, где и умер от сердечного приступа 28 сентября 1943 года; был похоронен в Шоссхальденфридхофе в Берне.